# أرتة
أُرتة أو أُرتا أو (نقحرة: هورتا) هي بلدية ومدينة في الجزء الغربي من جزر الأزور في البرتغال، بلغ عدد السكان 15000 نسمة وذلك حسب إحصائيات 2011.

## المناخ
يظهر الجدول التالي التغييرات المناخية على مدار السنة لأُرتة:
| البيانات المناخية لـهورتا         | البيانات المناخية لـهورتا | البيانات المناخية لـهورتا | البيانات المناخية لـهورتا | البيانات المناخية لـهورتا | البيانات المناخية لـهورتا | البيانات المناخية لـهورتا | البيانات المناخية لـهورتا | البيانات المناخية لـهورتا | البيانات المناخية لـهورتا | البيانات المناخية لـهورتا | البيانات المناخية لـهورتا | البيانات المناخية لـهورتا | البيانات المناخية لـهورتا |
| الشهر                             | يناير                     | فبراير                    | مارس                      | أبريل                     | مايو                      | يونيو                     | يوليو                     | أغسطس                     | سبتمبر                    | أكتوبر                    | نوفمبر                    | ديسمبر                    | المعدل السنوي             |
| --------------------------------- | ------------------------- | ------------------------- | ------------------------- | ------------------------- | ------------------------- | ------------------------- | ------------------------- | ------------------------- | ------------------------- | ------------------------- | ------------------------- | ------------------------- | ------------------------- |
| الدرجة القصوى °م (°ف)             | 21.1 (70.0)               | 21.1 (70.0)               | 21.1 (70.0)               | 25.0 (77.0)               | 24.5 (76.1)               | 27.8 (82.0)               | 30.6 (87.1)               | 31.1 (88.0)               | 30.0 (86.0)               | 27.8 (82.0)               | 25.0 (77.0)               | 23.9 (75.0)               | 31.1 (88.0)               |
| متوسط درجة الحرارة الكبرى °م (°ف) | 16.3 (61.3)               | 15.9 (60.6)               | 16.3 (61.3)               | 17.2 (63.0)               | 18.9 (66.0)               | 21.2 (70.2)               | 23.9 (75.0)               | 25.1 (77.2)               | 24.0 (75.2)               | 21.3 (70.3)               | 18.9 (66.0)               | 17.2 (63.0)               | 19.68 (67.42)             |
| المتوسط اليومي °م (°ف)            | 14.2 (57.6)               | 13.6 (56.5)               | 14.2 (57.6)               | 14.7 (58.5)               | 16.4 (61.5)               | 18.6 (65.5)               | 21.1 (70.0)               | 22.2 (72.0)               | 21.3 (70.3)               | 18.9 (66.0)               | 16.8 (62.2)               | 15.2 (59.4)               | 17.3 (63.1)               |
| متوسط درجة الحرارة الصغرى °م (°ف) | 12.1 (53.8)               | 11.4 (52.5)               | 12.0 (53.6)               | 12.6 (54.7)               | 14.0 (57.2)               | 16.1 (61.0)               | 18.3 (64.9)               | 19.4 (66.9)               | 18.6 (65.5)               | 16.5 (61.7)               | 14.6 (58.3)               | 13.1 (55.6)               | 14.89 (58.80)             |
| أدنى درجة حرارة °م (°ف)           | 3.3 (37.9)                | 3.9 (39.0)                | 5.0 (41.0)                | 5.0 (41.0)                | 8.3 (46.9)                | 11.1 (52.0)               | 13.9 (57.0)               | 15.0 (59.0)               | 11.1 (52.0)               | 10.6 (51.1)               | 8.9 (48.0)                | 3.9 (39.0)                | 3.3 (37.9)                |
| معدل هطول الأمطار مم (إنش)        | 112 (4.4)                 | 98 (3.9)                  | 81 (3.2)                  | 65 (2.6)                  | 56 (2.2)                  | 49 (1.9)                  | 35 (1.4)                  | 54 (2.1)                  | 90 (3.5)                  | 100 (3.9)                 | 115 (4.5)                 | 120 (4.7)                 | 975 (38.3)                |
| متوسط الرطوبة النسبية (%)         | 80                        | 80                        | 80                        | 79                        | 81                        | 81                        | 80                        | 80                        | 80                        | 79                        | 80                        | 81                        | 80                        |
| ساعات سطوع الشمس الشهرية          | 91                        | 95                        | 120                       | 155                       | 182                       | 174                       | 232                       | 238                       | 178                       | 144                       | 103                       | 83                        | 1٬795                     |
| المصدر #1: NOAA                   |                           |                           |                           |                           |                           |                           |                           |                           |                           |                           |                           |                           |                           |
| المصدر #2:                        |                           |                           |                           |                           |                           |                           |                           |                           |                           |                           |                           |                           |                           |

## توأمة
لهورتا اتفاقيات توأمة مع كل من:
- بورتو أليغري
- فريمونت

## أعلام
- جواكيم تيكسيرا
- ماريو لينو
- لوري ميدييروس
- مانويل دي آرياغا